# Concepción Dueso
Concepción Dueso Garcés (Lafortunada, 9 de diciembre de 1967) es una deportista española que compitió en golbol. Ganó una medalla de plata en los Juegos Paralímpicos de Sídney 2000.

## Palmarés internacional
| Juegos Paralímpicos | Juegos Paralímpicos | Juegos Paralímpicos | Juegos Paralímpicos |
| Año                 | Lugar               | Medalla             | Competición         |
| ------------------- | ------------------- | ------------------- | ------------------- |
| 2000                | Sídney (Australia)  | Medalla de plata    | Torneo femenino     |